# ماريو رافاييل منديز مارتينيز
ماريو رافاييل منديز مارتينيز (بالإسبانية: Mario Rafael Méndez Martínez)‏ هو سياسي مكسيكي، ولد في 31 مايو 1957 في المكسيك. حزبياً، نشط في حزب الثورة الديمقراطية. وقد انتخب عضو مجلس النواب المكسيك.